# Arne Lygre
Arne Lygre (geboren am 6. Februar 1968 in Bergen) ist ein norwegischer Dramatiker und Romancier. Er debütierte 1998 mit dem Theaterstück „Mamma og meg og menn“ (dt. „Mama und ich und Männer“). Im Jahr 2004 erschien sein erstes Buch „Tid inne“, eine Kurzgeschichtensammlung, für die er mit einem Brageprisen des norwegischen Verlegerbandes ausgezeichnet wurde. Seine Theaterstücke wurden in 13 Sprachen übersetzt und auf Bühnen in Schweden, Dänemark, Deutschland, Italien, Portugal, Brasilien, der Schweiz und Frankreich gezeigt. Im deutschsprachigen Raum werden seine Theaterstücke vom Verlag Felix Bloch Erben in Berlin vertreten. Für den Text La deg være wurde Lygre 2017 mit dem Heddaprisen ausgezeichnet. 2025 erhielt er den Dobloug-Preis.

## Werke

### Theaterstücke
- Mama og meg og menn, 1998; Uraufführung: 23. Mai 1998, Rogaland Teater, Stavanger
  - Mama und ich und Männer; Deutsch von Hinrich Schmidt-Henkel;  Deutschsprachige Erstaufführung: 1. Juli 2007, Badisches Staatstheater, Karlsruhe

- Brått evig, 1999; Uraufführung: 8. Januar 2000, Nationaltheater, Oslo
  - Ewig leben; Deutsch von Hinrich Schmidt-Henkel; Deutschsprachige Erstaufführung: 20. Februar 2003 Staatsschauspiel, Dresden

- Skygge av en gutt, 2003; Uraufführung: 23. März 2006, Det Norske Teatret, Oslo
  - Schatten eines Jungen Schauspiel; Deutsch von Hinrich Schmidt-Henkel; Deutschsprachige Erstaufführung: 6. April 2018,[3] Deutsches Theater, Göttingen

- Mann uten hensikt, 2005; Uraufführung 1. September 2005, Nationaltheater, Oslo
  - Mann ohne Aussichten; Deutsch von Hinrich Schmidt-Henkel; Deutschsprachige Erstaufführung: 26. Mai 2006, Theater am Neumarkt, Zürich

- Dager under, 2006; Uraufführung: 19. Februar 2009, Teater Momentum, Odense
  - Tage unter Schauspiel; Deutsch von Hinrich Schmidt-Henkel; Deutschsprachige Erstaufführung: 17. Dezember 2011, spielzeit'europa|Berliner Festspiele, Berlin

- Så Stilhed, 2009; Uraufführung: 9. September 2016, Nationaltheater, Oslo

- La deg være; Uraufführung: 9. September 2016, Nationaltheater, Oslo
  - Lass dich sein, Schauspiel; Deutsch von Hinrich Schmidt-Henkel

- Jeg forsvinner, 2011; Uraufführung: 4. November 2011: Théâtre National de la Colline, Paris
  - Ich verschwinde; Deutsch von Hinrich Schmidt-Henkel

- Ingenting av meg, 2014; Uraufführung: 26. April 2014, Stockholms Stadsteater
  - Nichts von mir; Deutsch von Hinrich Schmidt-Henkel; Deutschsprachige Erstaufführung: 22. September 2017,[4] Berliner Ensemble, Berlin

### Prosa
- Tid inne, 2004
- Et siste ansikt, 2006
- Min døde mann, 2009